# Txuvaix
El txuvaix és una llengua turquesa parlada per unes 700.000 persones (2021) a la Federació Russa, en un territori que s'estén des del curs mitjà del Volga fins a Ufà. És un idioma declarat oficial a la república de Txuvàixia. El txuvaix és l'única llengua actualment viva de la branca búlgara de les llengües turqueses. S'escriu amb caràcters ciríl·lics. És considerada «en perill greu» per l'Atles interactiu UNESCO de les llengües del món en perill i «en perill» pel catàleg Ethnologue.

## Extensió i demografia
Segons el cens rus de 2021, el txuvaix té 700.000 parlants. Segons el cens de 2010 en tenia 1.043.000, mentre que segons el cens de 2002, 1.325.000.
La majoria dels parlants de txuvaix viu a República de Txuvàixia. Segons el cens rus de 2021, hi ha 478.000 parlants, la qual cosa representa el 42,2% de la població. Segons el cens de 2010, els parlants de txuvaix eren el 56,5% dels habitants de la república i el 2002, el 60,9%.. Hi ha també importants poblacions de llengua txuvaixa llargament establertes a Tatarstan (71.000 parlants els 2021, 103.000 el 2010), Baixkortostan (54.000 parlants els 2021, 75.000 el 2010), l'óblast d'Uliànovsk (30.000 parlants els 2021, 50.000 el 2010), i l'óblast de Samara (24.000 parlants els 2021, 42.000 el 2010). Entre 2010 i 2021, el nombre de parlants va caure prop d'un 3% anual a Txuvàixia, Tatastan i Baixkortostan, un 4% a l'óblast d'Uliànovsk, un 5% a l'óblast de Samara i un 6% en altres parts de Rússia. Cal assenyalar que hi havia ensenyament en txuvaix a la primària fins, almenys, finals dels anys 2010 en escoles rurals de Txuvàixia, Tatastan i Baixkortostan i ensenyament de txuvaix com a assignatura en escoles rurals dels óblasts Uliànovsk i Samara.

## Relació amb altres llengües turqueses
La branca búlgara o ogúrica, a la qual pertany el txuvaix, va separar-se del tronc comú turquès fa entre 2.000 i 2.500 anys. Un dels pobles històrics amb un consens ampli que parlava una llengua d'aquesta branca són els àvars. La llengua dels khàzars és molt poc coneguda a causa de les poques restes que n'han quedat, però alguns mots i topònims apunten a una possible filiació ogúrica. Encara molt més especulativa és la identificació dels huns com a turquesos i, específicament, parlants d'una llengua ogúrica: les raons adduïdes són de base històrica i no lingüística, perquè les restes d'una llengua «húnnica» són escassíssims.
La separació primerenca de la branca búlgara de la resta de llengües turquesa fa que el txuvaix tingui característiques molt distintives de la resta de llengües de la seva família. Tant és així que la resta de llengües turqueses provindrien d'una única protollengua anomenada pels turcòlegs «turquès comú». Així, mentre que la reconstrucció del turquès comú és relativament consensual mitjançant els mètodes de la lingüística històrica gràcies a la gran quantitat de llengües turqueses que en deriven, la reconstrucció del prototurquès, incorporant-hi el divergent txuvaix, resulta molt discutida. En particular, els punts de major fricció són la reconstrucció en prototurquès del so que en txuvaix és r i en turquès comú és z (rotacisme o zetacisme) i del so que en txuvaix és l i en turquès comú ş (lambdacisme o sigmatisme). Els altaicistes són partidaris d'un prototurquès amb r i l, com el txuvaix, la qual cosa, segons ells, permetria explicar les semblances de les llengües turqueses, mongòliques, tungúsiques i, eventualment, el coreà i el japonès, a través de la reconstrucció d'una protollengua altaica. En canvi, els contraris a la teoria altaica, consideren que el prototurquès és semblant al turc comú, que les llengües ogúriques van innovar amb el rotacisme i el lambdacisme i que les semblances entre les llengües turqueses, mongoles i, en grau més baix, la resta s'expliquen per contacte.
Així, en comparació amb les altres llengües turqueses, les característiques més destacades del txuvaix són les següents:
- La consonant r correspon a ş: p. ex., txuvaix hĕr («noia»), turc kız.
- La consonant ş correspon al z: p. ex., tuxvaix hĕl («hivern»), turc kış.
- La ś correspon a y: p. ex., txuvaix  şul (camí, carretera), turc yol; txuvaix śurt (casa), turc yurt.
- La h correspon al prototurc q, excepte si apareix y; en aquest cas cau: hura («negre»), turc kara; yun («sang»), turc kan.
- L'afix plural -sem en comptes del turquès comú -lAr.
- L'ordre dels morfemes en els noms és possessiu + plural + cas en comptes del turquès comú plural + possessiu + cas.
- La pràctica desaparició en la llengua corrent dels sufixos possessius excepte en els noms de parentiu i en l'ús del possessiu de la tercera persona per a la composició de paraules.
- El passat verbal no evidencial acabat en -nǍ, independent de la persona i el nombre.
- La manca d'oposició fonològica entre consonants sordes i sonores en els mots patrimonials txuvaixos o els manllevats abans de la revolució d'Octubre.

## Dialectes

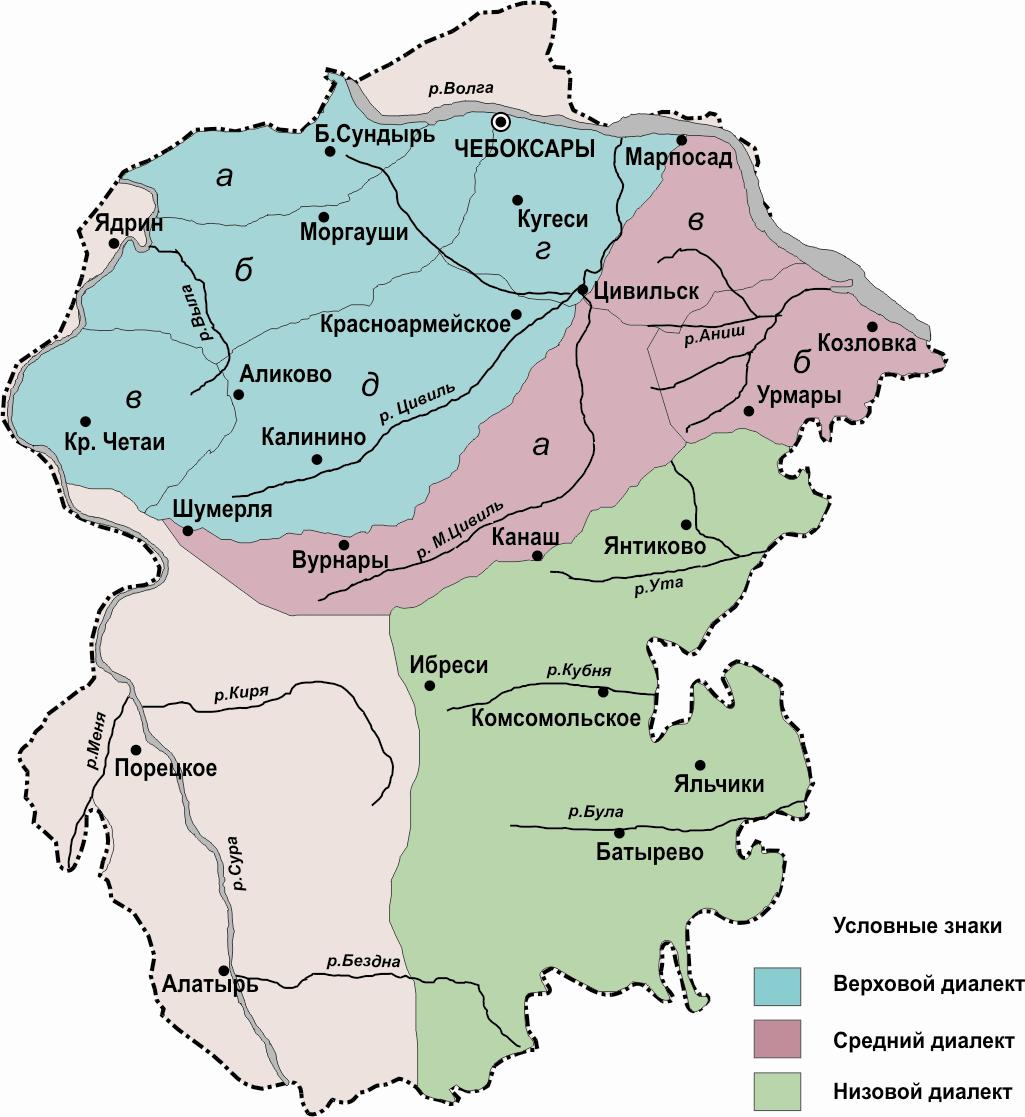
Dialectes del txuvaix dins de Txuvàixia. En blau, el dialecte septentrional; en verd, el meridional; en rosa, el dialecte o zona de transició; el color sèpia indica les zones on el txuvaix no s'ha parlat tradicionalment.

El txuvaix és divideix, bàsicament, en dos dialectes: el virial (o septentrional) i l'anatri (o meridional). El primer es parla al nord-oest de Txuvàixia, mentre que el segon es parla al sud-est i també predomina fora de Txuvàixia. El primer es considera més conservador i, de manera característica, manté la vocal o del prototxuvaix. En anatri, com en la llengua normativa, aquesta vocal ha mudat en u. Per exemple, en virial es diu śok («no») i oram («carrer»), mentre que en anatri i normativament és śuk i uram. En virial, el sufix de negació té dues formes (-sam i -sem), segons les regles d'armonia vocàlica, mentre que en anatri i normativament, només té la forma -sem. Els dos dialectes són intercomprensibles. Es calcula que van començar a divergir al segle xvi. Existeix una zona de transició entre aquests dos dialectes, al nord-est de Txuvàixia, la qual, segons alguns autors pot considerar-se pròpiament un dialecte més. Bàsicament, s'hi utilitza la vocal o, com en virial, però el sufix de negació té només la forma -sem, com en anatri. A més, es compta la varietat de Poşkărt, a l'extrem nord-oest de Txuvàixia, molt idiosincràtica. Per a alguns autors antics, es tracta d'una varietat virial amb un fort substrat mari dels turons. Autors més recents, consideren que es tracta d'un dialecte de ple dret, en certa manera més conservador que el virial.

## Història social

### Edat mitjana
Els antecessors dels txuvaixos, els protobúlgars, van viure a les а les estepes entre el mar Negre i el mar Caspi entre els segles v i viii. Allà van entrar en contacte amb parlants de llengües iràniques i també d'hongarès. Al segle vii hi formaren una confederació anomenada Gran Bulgària. Després de desfer-se la confederació, entre els segles vii i viii, una part dels búlgars va emigrar cap als Balcans, on van establir el kanat búlgar del Volga. Allà van començar a tenir un contacte mil·lenari amb les llengües finoúgriques de l'àrea. La Bulgària del Volga va adoptar l'islam el 922, com testimonia, entre altres Ibn Faldan, que va viatjar en una de les primeres ambaixades del califat de Bagdad a Bolgar. El txuvaix d'aquesta època esdevingué la llengua dominant de l'àrea i exercí una gran influència sobre el mari i, en menor mesura, sobre l'udmurt i el mokxa. Els noms dels dies de la setmana en aquestes llengües n'és un exemple (veure més avall).
La Bulgària del Volga va desaparèixer a causa de la conquesta mongola. El 1243 el territori va entrar a formar part de l'Horda d'Or. Les devastacions causades per la guerra van comportar una migració de part de la població al nord i a l'oest, cap a regions més boscoses, on era més fàcil amagar-se, particularment a la regió de Kazan i en el curs del riu Tsivil/Śaval, a l'actual Txuvàixia, contrades fins llavors habitades, molt majoritàriament, per maris. Les expedicions de Tamerlà 1391 i 1395 van portar més devastació a la zona i van reforçar els moviments de població. Les poblacions txuvaixes devien mantenir la religió tradicional, o haver-se islamitzat molt superficialment, perquè els txuvaixos fins a mitjan segle xviii mantingueren, bàsicament, llur religió tradicional. El tàtar va passar a substituir el txuvaix com a idioma dominant de l'àrea del Volga i el Kama, i el txuvaix, com la resta de llengües de la regió, va començar a rebre nombrosos manlleus tàtars.

### Període tsarista
La conquesta russa del kanat de Kazan, successor de l'Horda d'Or, el 1552, va posar les terres dels txuvaixos sota control rus. Els txuvaixos, però, van mantenir una àmplia autonomia, amb els russos limitant-se a establir alguns forts i col·lectar impostos. Amb el temps, començà a arribar un petit nombre de paraules russes en el txuvaix, però el contacte fou escàs. Els russos, a les zones habitades pels txuvaixos, representaven menys d'un 5% de la població.
La certa autonomia de la població txuvaixa va anar reduint-se al llarg del segle xviii, en el marc del procés de modernització de l'Imperi Rus. En aquest marc, els txuvaixos van patir una campanya de cristianització forçosa a mitjan segle xviii, amb diferents repeticions fins al començament del segle següent. Part de la població fugí cap a l’est i el sud, on encara alguns grups mantenen la religió tradicional. Per a la gran majoria dels txuvaixos, la cristianització fou superficial. El contacte amb el rus, tanmateix, es reforçà. En particular, la cristianització vingué associada a l'adopció de noms «cristians», és a dir russos, al mateix temps que es van començar a difondre els cognoms. La immensa majoria dels cognoms txuvaixos provenen de noms de bateig, rarament de professions o topònims. Tot plegat fa que els noms i cognoms txuvaixos, com altres pobles cristianitzats a la mateixa època, com els maris o els sakhàs, no es distingeixen dels russos. Tanmateix, formes adaptades a la fonètica txuvaixa, i, particularment, hipocorístics han estat oralment emprades relativament sovint, i ho són encara, fins a cert punt, avui. Per escrit, només diferents escriptors, intel·lectuals i artistes els han usat com a pseudònims.

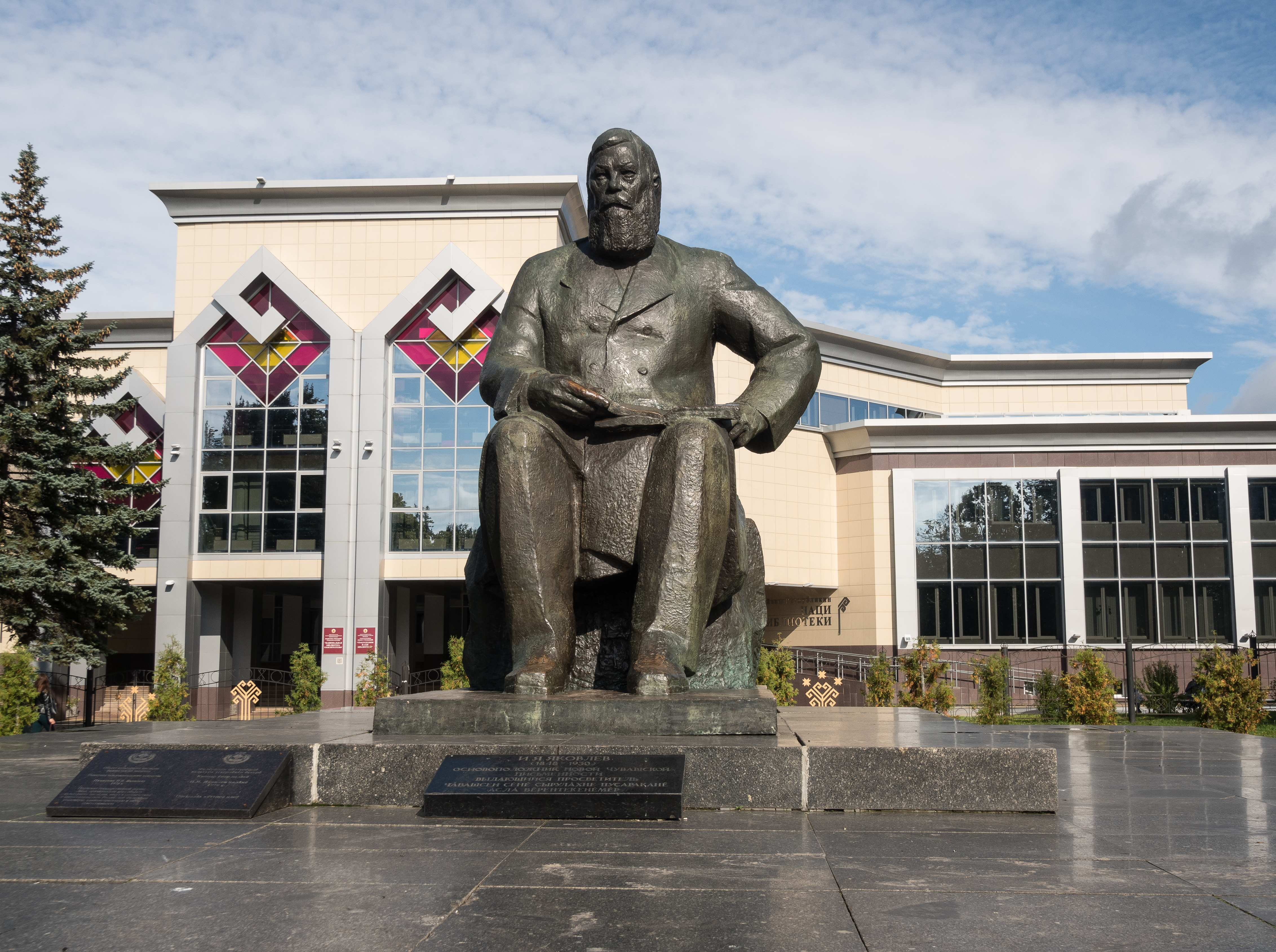
Estàtua d'Ivan Iàkovlev davant la Biblioteca Nacional de Txuvàixia, a Xupaixkar

Un creixement de les conversions a l'islam a mitjan segle xix va provocar un intent de consolidar la cristianització de part de la població no russa de la regió del Volga. Sota la guia del professor de la universitat de Kazan Nikolai Ilminski, es fundaren escoles que, partint d’un ensenyament inicial en les llengües de les minories nacionals, acabava en una instrucció exclusivament en rus. El 1868, un deixeble d’Ilminski, Ivan Iàkovlev, va fundar una escola txuvaixa a Simbirsk. Aquesta esdevingué l’escola normal on es formaren prop d’un miler de futurs mestres d’escola. Després de dues versions prèvies fetes per el mateix, el 1871 i el 1872, Iàkovlev va idear, el 1873, un sistema d’escriptura fonològic basada en l'alfabet ciríl·lic per al txuvaix, que és la base de l'ortografia actual. També va traduir nombrosos textos bíblics i religiosos. Amb el suport d’Ilià Uliànov, el pare de Lenin, que era el cap de la inspecció d’educació de Simbirsk, fundà desenes d’escoles txuvaixes. El 1913, hi havia 426 escoles primàries txuvaixes, 27 «primàries superiors» i 10 secundàries. La publicació de llibres en txuvaix va créixer d’un total de 14 apareguts fins a 1871 a 725 en el període 1872-1917, dos terços dels quals eren religiosos. Al llarg dels primers anys del segle xx, la proporció de llibres religiosos va començar a minvar notablement, mentre es desenvolupava una emergent literatura nacional. L'activitat pedagògica i editorial de Iàkovlev i la seva escola assegurà la difusió de la norma escrita de la llengua.
Segons el cens de poblacó de 1897, el 99% dels txuvaixos vivien en pobles i el 98% treballaven en l'agricultura. El contacte amb la població russa continuava essent esporàdic i el desconeixement del rus, generalitzat.
Després de la revolució de 1905 i amb la relaxació temporal de la censura, es va fundà a Kazan, el gener de 1906, Hıpar (Notícia), el primer diari en txuvaix, però va ser clausurat per les autoritats el maig de 1907, quan l’autocràcia tsarista va ser restablerta. Del sistema concebut per Ilminski per assimilar les minories nacionals i reforçar l’autocràcia, havien sorgit figures que van liderar les demandes dels txuvaixos a partir de 1905. Entre elles, Gavril Aliúnov (1876-1921), un socialista revolucionari i membre del comitè antibolxevic que va governar Kazan entre 1918 i 1919, i Danil Elmén (1885-1932), el futur líder del Partit Comunista a Txuvàixia i de la Província Autònoma Txuvaixa. Hıpar va tornar a aparèixer a Kazan després de la revolució de Febrer, el maig de 1917. El 1918, es fundà un segon diari, efímer, en txuvaix a Simbirk: Śĕnĕ purnăś (Nova vida). Durant la Guerra Civil aparegueren dos diaris més en txuvaix: Śuttalla (Cap a la llum), a Simbirsk, i Hĕrlĕ ural (Ural roig), a Ufà.

### Època soviètica
En el marc de la reestructuració administrativoterritorial de l'estat soviètic, el 1920 es va formar l'Óblast Autònom de Txuvàixia dins de la RSFS russa. Simbirsk, Kazan i Ufà, les ciutats en què es concentraven la premsa i les institucions culturals i polítiques txuvaives, quedaren fora de les fronteres establertes. La capital es fixà a la població més gran, Xupaixkar/Txeboksari, que comptava llavors uns 10.000 habitants. El 1925, es van redefinir les fronteres de Txuvàixa, que va passar d'óblast autònom a república autònoma.
Durant els anys 1920 es va aplicar la política de la «indigenització» (rus: korennizàtsia). Aquesta política cercava apropar l'administració del poble promovent, entre altres coses, l'accés a l'ensenyament i a l'administració d'estrats socials fins llavors exclosos. En el cas de les regions amb un gran nombre de població no russa, això implicava l'ús de les llengües de les minories nacionals en l'educació i l'administració. Així, d'un costat, es posaren en marxa grans campanyes d'escolarització dels infants i d'alfabetització de la població adulta en la llengua materna. El 1922, el govern txuvaix establí la plena validesa i igualtat jurídica dels documents redactats en txuvaix. Se n'encoratjà l’ús en l’administració i la justícia. Això obligava a un increment dels funcionaris amb coneixements de txuvaix.
Com gran part de la població txuvaixa era monolingüe, el poder soviètic va desenvolupar la premsa en txuvaix. Al llarg de tot el període soviètic es publicà a Xupaixkar un diari en txuvaix i, en gairebé tots els districtes de Txuvàixia, hi hagué un setmanari en txuvaix. Fins i tot, el novembre de 1959, el buró regional del Partit Comunista va aprovar l’eliminació de l’edició en rus del periòdic del districte de Yĕpreś/Ibresi, fins llavors publicat en rus i en txuvaix. Les raons adduïdes van ser la reducció de costos, que el 75% de la població del districte era txuvaixa i que «només» prop del 10% dels subscriptors no dominaven el txuvaix. Al mateix temps i, per les mateixes raons, la literatura en txuvaix també tingué un desenvolupament considerable.
A la darreria dels anys vint, la violència política s'incrementa a Txuvàixia, com arreu de l'URSS, amb relació a la finalització de la Nova Política Econòmica, l'inici de la planificació econòmica, la col·lectivització de les terres i la campanya contra els «kulaks». La violència anà en augment al llarg dels anys trenta. Si ja el 1928 alguns intel·lectuals txuvaixos eren titllats per part de les autoritats com a «kulaks», el 1937 els defensors d'escriure en txuvaix «tiktatura», «propakanta» i «çentar» en comptes de «diktatura», «propaganda» i «tsentr», com en rus, van ser acusats de «nacionalistes burgesos, actuant de concert amb una banda d’assassins de la dreta trotskista». Amb el Gran Terror filòlegs i intel·lectuals txuvaixos de primer rang foren al gulag, on la majoria hi va morir.
La gran majoria de les institucions culturals van resultar tocades. Van ser arrestats, entre molts altres, el director de l'Institut Txuvaix de Recerca Sociocultural, el director de l’Escola Normal Superior, el director del Teatre Txuvaix, el director de la Filarmònica Txuvaixa, el director de l'orquestra simfònica de Txuvàixia, el primer president de la Unió d'Escriptors Txuvaixos i el primer director del Museu Central de Txuvàixia. Tots els treballadors de l'Institut Txuvaix de Recerca Sociocultural van ser acomiadats i diversos investigadors, condemnats. Per a una petita república molt rural amb nivells d'instrucció generalment encara molt baixos, les conseqüències d'aquest daltabaix van resultar més que considerables i duradores.
El febrer de 1936, a Txuvàixia es decretà que a les escoles de Txuvàixia les classes es farien en rus a partir de vuitè i també a setè per a matemàtiques, física i química. Això afectava llavors a molt pocs alumnes en alguns establiments de les poblacions més grans. Alhora, en els anys trenta l’assignatura de txuvaix també va desaparèixer de les escoles en part de les regions de majoria russòfona (Penza, Saràtov, sud d’Uliànovsk i sud-est de Samara). Entre els anys cinquanta i setanta, va desaparèixer d'escoles de zones més pròximes a Txuvàixia. Aquest procés va continuar en els anys vuitanta, de manera que a principi dels anys noranta, el txuvaix, com a assignatura, fora de Txuvàixia, s'ensenyava només en alguns districtes de les repúbliques de Tatarstan i Baixkortostan i en un sol districte de l'óblast d'Uliànovsk. En paral·lel a la davallada de l'ensenyament, també l'ús del txuvaix en els mitjans de comunicació locals i regionals, fora de Txuvàixia, va anar desapareixent.
Quant a l'ensenyament en txuvaix, entre 1960 i 1965 va desaparèixer de l'ensenyament secundari (a partir de cinquè) en un moment en què l'ensenyament obligatori passava a ser fins al vuitè. Aquest canvi es va fer amb grans dificultats, no només perquè la gran majoria dels alumnes passava a estudiar en una llengua que entenia amb prou feines, sinó també perquè els mateixos mestres dominaven poc el rus. L'ensenyament en txuvaix es va mantenir a la primària en escoles rurals de Txuvàixia, Tatarstan i Baixkortostan, però, a mesura que prenia força l'èxode rural, i que les polítiques de «racionalització» concentraven l'alumnat en centres russòfons de localitats més grans, el percentatge d'alumnes que feia els estudis primaris en txuvaix anava davallant.

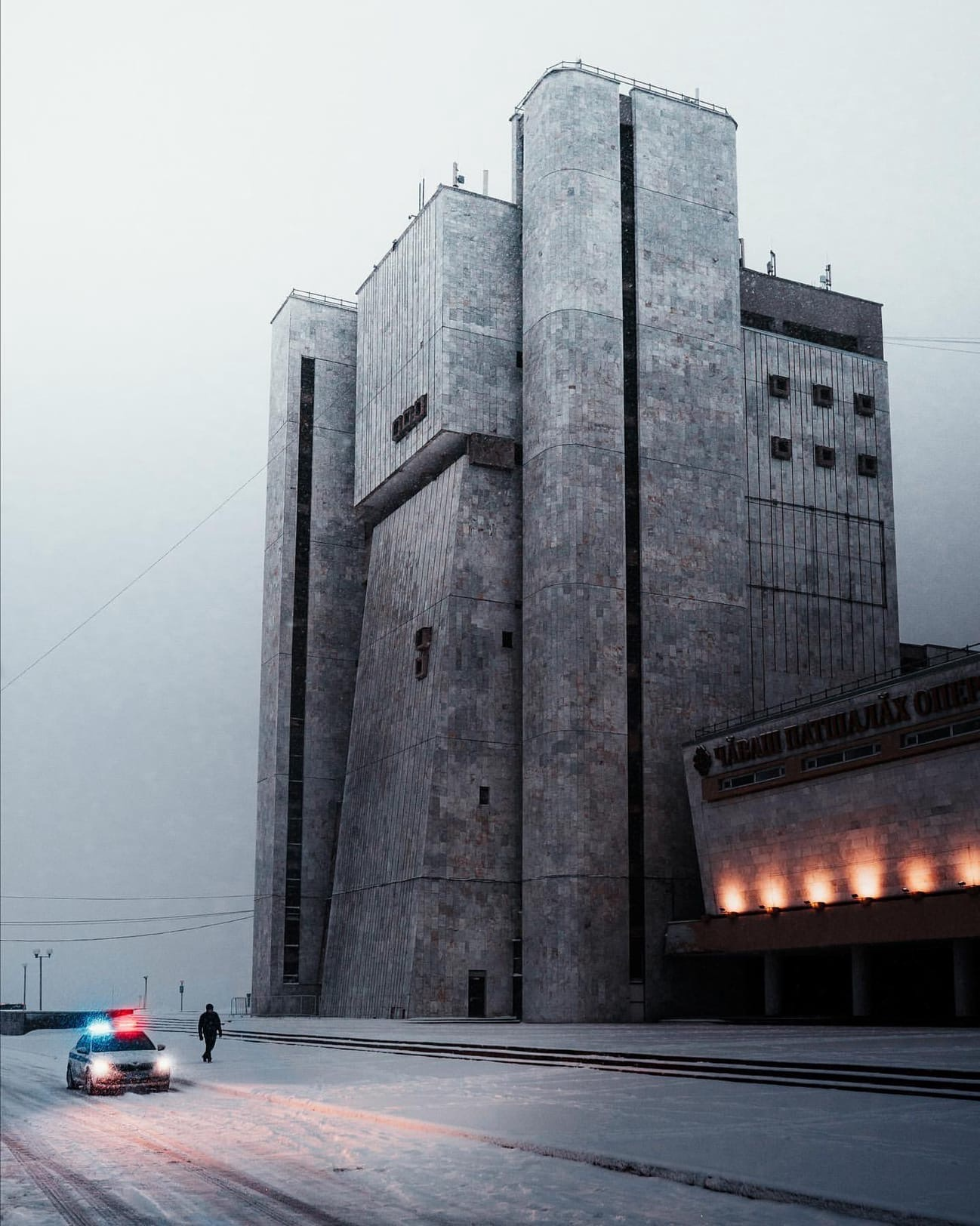
Teatre de l'Òpera i el Ballet de Txuvàixia

El txuvaix fou àmpliament utilitzat a la premsa, amb el diari Kommunizm yalavě («Bandera comunista») a nivell de la república i periòdics en txuvaix en gairebé cadascun dels districtes. L'alta cultura en txuvaix gaudí de suport en l'edició de llibres, així com també de música. En particular, les òperes en txuvaix són prop de deu. La primera completa en estrenar-se fou Șıvǎrman' («Molí d'aigua», 1957) del compositor Fiódor Vassíliev, autor també de Hamǎr yal («Paisans», 1963), Çemen' (1977) i l'òpera infantil Pürneske («Patufet», 1985). També l'òpera Narspí (1968), de Grigori Hirpyu sobre el poema homònim de Konstantín Ivanov es representa regularment a Xupaixkar. Entre els diferents ballets sobre temes txuvaixos, Sarpike (1970), també de Vassíliev, es pot veure sovint al Teatre de l'Òpera i el Ballet de Txuvàixia.

### Perestroika i període postsoviètic
A final dels anys vuitanta, la glàsnost va permetre, també a Txuvàixia, l'aparició pública d'opinions dissidents que es van agrupar i guanyar força, fins i tot dins del Soviet Suprem de Txuvàixia. El 1998 començaren a aparèixer reivindicacions nacionals a la premsa txuvaixa, en el primer ordre de les quals les lingüístiques. El 27 d'octubre de 1990 s'adoptà la llei de llengües de la república, que declarava el txuvaix i el rus com a llengües oficials. La llei fixava l'ús del txuvaix en determinats àmbits i el dret dels ciutadans de triar la llengua oficial en la qual volient ser atesos. A tal efecte donava un termini de deu anys a les administracions públiques i les empreses privades per posar en efecte aquest dret. El 1993 s'aprovà un programa d'implementació de la llei fins a l'any 2000.
La ràpida pèrdua d'influència dels nacionalistes en la política de la república va fer que el programa d'implementació de la llei de llengües va deixar d'aplicar-se a mitjan anys noranta i les disposicions legals sobre l'obligatorietat del coneixement i ús del txuvaix per part de l'administració passessin a ser purament declaratives. Paral·lelament, si el 1992 es decretà que les classes de geografia, història i biologia de les classes de sisè, setè i vuitè es farien en txuvaix, el 1998 les autoritats van decidir que la situació econòmica i la manca de quadres no permetia tirar endavant un ensenyament generalitzat en txuvaix. Tanmateix, l'obligatorietat d'estudiar el txuvaix com a assignatura es va mantenir fins a l'inici del curs 2017/2018.
En els anys noranta, però, a Xupaixkar, una organització turca, reputada pròxima al gulenisme, va obrir un liceu, amb el rus, txuvaix i turc com a llengües d'instrucció. A començament dels anys 2000, el centre va ser tancat per ordre governativa, al mateix temps que centres anàlogs a Tatarstan i Baixkortostan, sota l'acusació de «panturquisme». El liceu va ser substituït per un centre públic amb classes en rus i txuvaix al llarg de tota l'escolaritat. El 2012, però, va ser tancat amb l'excusa d'efectuar-hi unes obres i des de llavors no ha tornat a obrir les portes.
En els pobles de Txuvàixia, però, l'ensenyament en txuvaix a la primària seguia existint. Tanmateix, segons dades del ministeri txuvaix d'educació, davallava. Si en el curs 2009/10, estudiaven en txuvaix el 70,1% dels alumnes de les escoles rurals de Txuvàixia, el 2014/15 ja només ho feia el 59,9%. Aquestes dades, però, estaven inflades i no tenien en compte el fet que part de les assignatures es feia en rus. També el nombre d'hores d'ensenyament de txuvaix, com a assignatura, disminuia. Des de llavors (almenys fins al 2024) no s'han publicat més dades oficials o estimacions sobre l'ús del txuvaix com a llengua d'instrucció.
A l'inici del curs 2017/2018, les autoritats federals van decidir que l'ensenyament obligatori de les llengües cooficials a les repúbliques era il·legal. La decisió era discutible, ja que contravenia jurisprudència tant del Tribunal Constitucional com del Tribunal Suprem. Des de llavors, es constata que un nombre considerable d'escolars ha deixat d'estudiar txuvaix, especialment a les escoles urbanes, sense que s'hagi fet pública cap dada després del curs 2018/19. Cal assenyalar, però, que l'ensenyament del txuvaix com a assignatura a les escoles urbanes era molt formal i gens efectiu. Una enquesta feta el 2013 a prop de 600 alumnes dels dos últims cursos de 26 escoles de vuit ciutats indicava que, tot i haver estudiat txuvaix des de primer de primària, el 15,1% no l’entenia gens i el 26,5% l’entenia només «una mica».
Quant als mitjans de comunicació audiovisuals, el 2009 el govern txuvaix va llançar la «Ràdio nacional de Txuvàixia-Çăvaş Ien» el 2009; la «Televisió nacional de Txuvàixia-Çăvaş Ien», el 2011; i la força popular emissora musical «Tăvan radio», el 2013. Totes emeten, en principi, el 50% del temps en txuvaix i el 50% en rus. És remarcable la manca de programes infantils i juvenils en txuvaix. El lloc web de la radiotelevisió pública txuvaixa és exclusivament en rus. Els únics programes que s'hi anuncien, són els de televisió, i tots són en rus.

## Creació i evolució de la llengua estàndard

### Període presoviètic
L'alfabet txuvaix definit per Iàkovlev el 1873 tenia 25 lletres:
| а | ă | у | ы | е | ĕ | ӳ | и | й | к | л | љ | м | н | њ | р | с | ç | ш | в | х | п | т | т ̌ | ђ |

Aquest fou ordre establert per Iàkovlev el 1873, amb les vocals precedint les consonants. Hi hagueren alguns canvis en l'ordenació durant els anys deu i vint del segle xx, però foren menors. Per a les paraules russes o bíbliques, entre 1874 i 1918, s'utilitzava la grafia russa. En la morfologia i el lèxic, es van privilegiar les parles meridionals.

### Anys vint i trenta del seglexx
Els grans canvis polítics, econòmics i socials arran de la Revolució de 1917 van portar una allau de termes nous en totes les llengües de l'URSS. El txuvaix, a més, estava confrontat a uns nous usos com a llengua administrativa i judicial. L'ús a les escoles en assignatures com matemàtiques, física, química, botànica, zoologia o geografia també va aportar un gran influx de neologismes. Això va causar llargs debats durant els anys 1920 i primera meitat dels anys trenta sobre la forma d'incorporar neologismes a la llengua. El fet que, la majoria, provenien del rus i que la fonologia del rus i del txuvaix era molt diferent, el problema era difícil de resoldre. Així, per exemple, la paraula russa sotsializm presentava com a mínim cinc problemes d’articulació per a un txuvaix monolingüe: 1) la vocal o (inexistent en txuvaix estàndard i els dialectes meridionals); 2) el parell consonàntic ts (que contravé l'estructura sil·làbica del txuvaix, amb només una vocal a inici de síl·laba); 3) les vocals contigües i i a (que contravé la regla fonològica del txuvaix que impossibilita aquesta successió); 4) la terminació amb dues consonants finals (excepte casos molt concrets com rt i lt); 5) l’alternança de les vocals a i i en la mateixa paraula (que contravé l'harmonia vocàlica). L’assimilació espontània de la paraula (si no s’optés per un calc o per l’ús d’una paraula preexistent en la llengua) seria una cosa semblant a săsıyalısăm o săssıyalısăm.
Així, el 1926 s’introduí oficialment a l’alfabet txuvaix les lletres о i ф (f), que ja s’utilitzaven sovint per a escriure estrangerismes. També se sancionà el canvi de la lletra ҕ per ч (tx), existent en rus, però aquest canvi va topar amb una gran oposició perquè ҕ indicava un so una mica diferent, propi dels dialectes meridionals. La discussió sobre aquesta lletra va allargar-se fins a l’inici dels anys trenta. En paral·lel també es discutia si canviar la grafia de les vocals ă i ĕ, substituint-les per les lletres ъ i ь, que existeixen en rus, però amb altres valors, i que s'havien utilitzat en els alfabets primigenis de Iàkovlev de 1871 i 1872. L'opció que finalment va ser rebutjada (tanmateix, aquestes lletres s'utilitzen avui en dia per a la transcripció fonològica del txuvaix en les obres editades a l'Unió Soviètica i, actualment a Rússia). El 1933 s’introduïren les consonants б, д, г, ж, з, ц (b, d, g, j, z, ts) i s’acceptà definitivament la ч. També l'ordre alfabètic passà a ser el rus, amb les llavors set lletres amb diacrític específiques del txuvaix (ă, ĕ, ӳ, љ, њ, ç, ť) rere les lletres russes sense diacrític. El 1938 s'incorporaren les últimes lletres que faltaven de l’alfabet rus (э, щ, ё, ю, я, ъ, ь) alhora que s’eliminaren tres lletres, corresponents a consonants palatalitzades, inexistents en rus (љ, њ, ť) substituint-les pels dígrafs utilitzant el novament introduïnt símbol de palatalització rus (ль, нь, ть). La introducció de la э russa va implicar que la lletra e passés a llegir-se en txuvaix «a la russa», és a dir en determinats contextos e i en d'altres, ye.
La inclusió de les vocals e (ye), ё (yo), ю (yu) y я (ya) en oposició a э (e), o, y (u) y a fan l'ortografia txuvaix «inconsistent», com fins i tot reconeixen manuals soviètics. Per una banda, no hi ha lletres per als diftongs yă, yĕ, yü perquè el rus no té les vocals ă, ĕ, ü. Però, per altra i sobretot, causen canvis ortogràfics, abans inexistents, en afegir afixos. Per exemple, el verb кай (kay, anar) ja no manté la consonant final en present, com en l'ortografia anterior a 1938: kayatăp, kayatăn, etc. (vaig, vas, etc.), sinó que la lletra й ara ha de mutar en я: каятăп, каятăн, etc. Anàlogament,  es produeixen mutacions ortogràfiques en el datiu de noms acabats en й (uy·a, «al camp», esdevé уя; çey·e, «al te», esdevé чее, per la doble lectura de la lletra e), etc.
Així, l'alfabet txuvaix, des de 1938, té 37 lletres i és el següent:
| А | Ă | Б | В | Г | Д | Е | Ё | Ĕ | Ж | З | И | Й | К | Л | М | Н | О | П | Р | С | Ç | Т | У | Ӳ | Ф | Х | Ц | Ч | Ш | Щ | Ъ | Ы | Ь | Э | Ю | Я |
| а | ă | б | в | г | д | е | ё | ĕ | ж | з | и | й | к | л | м | н | о | п | р | с | ç | т | у | ӳ | ф | х | ц | ч | ш | щ | ъ | ы | ь | э | ю | я |

L'ortografia no només es va assimilar plenament a la russa, sinó també la neologia. Les noves paraules, no només del vocabulari politicoadministratiu i científic, va manllevar-se directament del rus i, a partir del diccionari ortogràfic de 1939, van passar a escriure's exactament com en rus. Per exemple, en els anys vint el sufix -ism s'assimilava en txuvaix com a -isăm: kommunisăm («comunisme»), markśisăm («marxisme»), haşşisăm («feixisme»). A partir de 1939, va passar a ser -izm, com en rus, sense consideració de les dificultats articulatòries de la gran majoria dels parlants per mots acabats en dues consonants: kommunizm, marksizm, fašizm. De manera semblant, mots manllevats del rus, com pĕrśetattĕl («president»), van passar a escriure's i, normativament, a pronunciar-se com en rus (predsedatel’), novament amb independència de les dificultats d'articular dues consonants inicials. Encara en el diccionari txuvaix-rus publicat el 1935 es poden trobar mots com kommunisăm («comunisme»), kommunis («communista»), vakun («vagó»), vaksal («estació»), bürokrat («buròcrata»), büdjet («pressupost»). A partir del diccionari ortogràfic de 1939, van passar a escriure's com en rus kommunizm, kommunist, vagon, vokzal, bjurokrat i bjudjet. Cal assenyalar com els casos de bürokrat/bjurokrat i büdjet/bjudjet mostren com els estrangerismes provinents de llengües que no són el rus obligatòriament havien d'estar mediats pel rus. Tanmateix, els manlleus russos amb doble vocal final estan simplificats en txuvaix; per exemple, информация (informàtsia, «informació») esdevé информаци (informatsi); партия (pàrtia, «partit»), парти (parti); парикмахерская (parikmàkherskaia, «perruqueria»), парикмахерски (parikmaherski); терапия (terapïia, «teràpia»), терапи (terapi);  подлежащее (podlejàsxeie, «subjecte»), подлежащи (podlejaśi). Aquestes paraules mantenen l'accent tònic com en rus, en contra de les regles d'accentuació de les paraules patrimonials txuvaixes. També, els calcs del rus i d'altres llengües, nombrosos en els anys vint i inici dels trenta, van ser substituïts per paraules russes; per exemple ĕśtăvaslăh («treball administratiu»), calc del rus deloproizvodstvo, va esdevenir deloproizvodstvo en txuvaix.
Segons alguns lingüistes, la russificació de l'ortografia va permetre que ja a principis dels anys seixanta «els txuvaixos super[essin] fàcilment les dificultats articulatòries del rus», distingint entre consonants sordes i sonores i no afegint vocals epentètiques ni palatitzant consonants finals allà on el rus normatiu no ho fa. Tanmateix, testimonis d'altres filòlegs i, a vegades, dels mateixos autors d'aquestes afirmacions, mostraven que això a l'època, i encara en els anys setanta i vuitanta, eren fal·làcies i que es tractava només d'una justificació a posteriori de la russificació mitjançant el terror de l'ortografia i el lèxic del txuvaix normatiu i de moltes altres llengües estàndard de l'URSS.
Els canvis ortogràfics i lèxics també van anar acompanyats per una teorització gramatical. A partir dels anys trenta, es va estendre una pràctica a la Unió Soviètica anomenada «xapirogràfia». Consistia en agafar la gramàtica del rus escrita pel professor Abram Xapiro, «canviar el nom de la llengua, els exemples i introduir-hi correccions mínimes, com per exemple eliminar les referències al gènere gramatical allà on no n'hi havia». Aquesta pràctica ajudava a justificar els calcs del rus, per exemple, la creació d'una gran quantitat d'adjectius en la llengua normativa inexistents en la llengua real. Per exemple, a Txuvàixa es troben encara alguns rètols indicant «zavodskăy uram» (alguna cosa com «carrer fabriquès», a partir de l'adjectiu rus zavodski, derivat de zavod, «fàbrica»), mentre que en la llengua actual, segons l'estructura tradicional del txuvaix, es diu «zavod uramĕ», utilitzant la combinació de dos substantius, típica de les llengües turqueses, en què el segon porta el sufix possessiu de tercera persona del singular. Els calcs mecànics estructurals del rus en la llengua normativa van minvar considerablement a partir de mitjan anys cinquanta.

### Els canvis ortogràfics després dels anys trenta
El model ortogràfic, amb manlleus massius del rus escrits i pronunciats normativament com en rus, és manté fins avui en dia. Tanmateix, el 1961, aprofitant el desglaç del període de Nikita Khrusxov, s'introduiren certs canvis per apropar part dels russismes a l'ortografia de les paraules patrimonials. Així, per exemple, literatura esdevingué literatură, i klass, klas. El 1966, es tornà enrere. Cal remarcar que, en la norma actual, literatura es declina en tots els casos com si la forma absolutiva fos literatură (amb petites diferències al genitiu, datiu i la forma del possessiu de tercera persona), i klass, com si fos klas; però les formes en el cas absolutiu mantenen l'ortografia russa.
Entre 1992 i 1994 es va dur a terme una nova reforma centrada en l'ortografia de mots compostos: en quins casos cal escriure'ls separadament, amb guió o bé com una sola paraula. L'ortografia reformada parteix els mots més sovint que abans. Per exemple, tunti kun («dilluns») s'escriu ara en dos mots, com la resta de dies de la setmana, encara que tunti no tingui cap significat en la llengua actual fora de la combinació tunti kun ni pugui ser emprat com a mot independent. Fins aleshores, els dies de la setmana, tots els quals acaben en kun («dia»), s'escrivien en un sol mot, fins i tot els que eren analitzables com a compostos.

## Alfabet i transcripcions
A continuació es presenta l'alfabet txuvaix amb la transcripció a l'alfabet fonètic internacional (AFI) i dues transcripcions. Les transcripcions a l'AFI del txuvaix són molt escasses i, en alguns punts, contradictòries. Cal també tenir en compte les diferents regles fonètiques del txuvaix sobre sonorització i palatalització de les consonants, cosa que fa que la transcripció fonètica no és automàtica. A més, no està ben estudiada la qüestió de la pronunciació dels russismes en txuvaix. Quant a les transcripcions a l'alfabet llatí, l'estàndard ISO-9 defineix una transliteració idèntica per a les lletres ciríl·liques no eslaves, independent de l'idioma que es tracti. També s'utilitzen transcripcions basades en l'ortografia del turc, anàlogament a altres llengües turqueses escrites en alfabet ciríl·lic, les quals es diferencien en detalls. Les lletres en fons gris fosc apareixen només en les russismes introduïts durant l'època soviètica. En fons gris clar s'indiquen les lletres introduïdes en els anys trenta arran de la russificació de l'alfabet que s'utilitzen també en mots d'origen txuvaix o assimilats abans de l'època soviètica.
| Lletra | AFI      | Transliteració ISO-9 | Transcripció basada en el turc                                      |
| ------ | -------- | -------------------- | ------------------------------------------------------------------- |
| А а    | /ɑ/      | a                    | a                                                                   |
| Ӑ ӑ    | /ə/      | ă                    | ă (ĭ)                                                               |
| Б б    | /b/      | b                    | b                                                                   |
| В в    | /ʋ/      | v                    | v                                                                   |
| Г г    | /ɡ/      | g                    | g                                                                   |
| Д д    | /d/      | d                    | d                                                                   |
| Е е    | /ɛ/ /jɛ/ | e                    | e ye (a inici de mot o després de ь)                                |
| Ё ё    | /jo/     | ë                    | yo                                                                  |
| Ӗ ӗ    | /ë/      | ĕ                    | ĕ (i̇̆)                                                               |
| Ж ж    | /ʐ/      | ž                    | j                                                                   |
| З з    | /z/      | z                    | z                                                                   |
| И и    | /i/      | i                    | i                                                                   |
| Й й    | /j/      | j                    | y                                                                   |
| К к    | /k/      | k                    | k                                                                   |
| Л л    | /l/ /lʲ/ | l                    | l                                                                   |
| М м    | /m/      | m                    | m                                                                   |
| Н н    | /n/ /nʲ/ | n                    | n (a vegades, es troba ń per al fonema /nʲ/ dels mots patrimonials) |
| О о    | /o/      | o                    | o                                                                   |
| П п    | /p/      | p                    | p                                                                   |
| Р р    | /r/      | r                    | r                                                                   |
| С с    | /s/      | s                    | s                                                                   |
| Ҫ ҫ    | /ɕ/      | ş                    | ś                                                                   |
| Т т    | /t/ /tʲ/ | t                    | t                                                                   |
| У у    | /u/      | u                    | u                                                                   |
| Ӳ ӳ    | /y/      | ű                    | ü                                                                   |
| Ф ф    | /f/      | f                    | f                                                                   |
| Х х    | /x/      | h                    | h                                                                   |
| Ц ц    | /t͡s/     | c                    | ts                                                                  |
| Ч ч    | /t͡ɕ/     | č                    | ç                                                                   |
| Ш ш    | /ʂ/      | š                    | ş                                                                   |
| Щ щ    | /ɕː/     | ŝ                    | ś                                                                   |
| Ъ ъ    | -        | ”                    | ―                                                                   |
| Ы ы    | /ɯ/      | y                    | ı                                                                   |
| Ь ь    | /ʲ/      | ’                    | ’                                                                   |
| Э э    | /ɛ/      | è                    | e                                                                   |
| Ю ю    | /ju/     | û                    | yu                                                                  |
| Я я    | /ja/     | â                    | ya                                                                  |
| 1.     |          |                      |                                                                     |

### Regles de lectura
Des de finals dels anys 1930, el txuvaix té un doble sistema de lectura, depenent si la paraula és d'origen txuvaix o va ser assimilada abans de la revolució, o bé si és una paraula introduïda a partir del rus durant l'època soviètica.
En les paraules d'origen txuvaix o assimilades abans de la revolució, cada lletra representa un fonema. L'única excepció és la lletra e, les regles de lectura de la qual van ser canviades al final dels anys trenta perquè seguís les mateixes regles que el rus: es llegeix e, excepte a principi de paraula o darrere la lletra ь, s'ha de llegir ie. Així Етӗрне és Yetĕrne i Патăрьел és Patăryel. Per a una lectura correcta de les consonants, cal tenir en compte dues regles fonètiques de la llengua:
- Una consonant entre dues vocals i darrere (però no davant) una consonant líquida, nasal o aproximant se sonoritza[80], tot i que aquesta sonorització no és plena.[81] Şupaşkar [ʂubɑʂˈkɑr]; Şămărşă [ˈʂəmərʐə]; avtan [ɑʋˈdɑn] («gall»); sakăr («vuit») [ˈsɑɡər]; tăhăr («nou») [ˈtəɣər].
  - Aquesta assimilació de la sonoritat també s'esdevé entre paraules: epĕ te («jo també») [ˈɛbʲë dʲɛ]; hara kuś («ull(s) negre(s)») [xɑˈrɑ ɡuɕ].
  - Les consonants geminades, però, no se sonoritzen: atte («pare») [ɑˈtʲːɛ]; Kuslavkka [kuzlɑʋˈkːɑ]; sakkăr («vuit») [ˈsɑkːər]; tăhhăr («nou») [ˈtəxːər].
- Una consonant davant o darrere una vocal anterior es palatalitza. Així a Yetĕrne, la t, la r i la n a es pronuncien palatalitzades: [jɛdʲërʲ'nʲɛ]; pin («mil») [pʲinʲ]; hĕvel («sol») [xʲëˈʋʲɛlʲ]; tettem («fosc») [tʲɛˈtʲːɛmʲ]; kilmest («no ve») [kʲilʲˈmʲɛstʲ].
  - Tanmateix, el fonema /s/ no es palatalitza: simĕs («verd») [ˈsimʲës]: esĕ («tu») [ˈɛzë]; esir («vosaltres, vós») [ɛˈzirʲ].[82][83]

Cal també tenir en compte que l'accentuació d'aquests mots segueix un esquema fix:
- Si una paraula conté almenys una vocal que no és ă o ĕ (les dues vocals amb l'accent breu), l'accent recau a l'última d'aquestes vocals: Yetĕrne, Elĕk.
- Si una paraula conté només les vocals ă o ĕ, l'accent recau a la primera síl·laba: śĕnĕ, Şămărşă.

En les paraules russes o introduïdes a través del rus a l'època soviètica, la norma diu que cal pronunciar-les tal com es fa en rus. Tanmateix, així que reben una sufixació txuvaixa (el plural o un morfema de cas, per exemple), la paraula s'adapta a les regles d'accentuació del txuvaix. Per exemple, avtobus esdevé avtobussem en plural i avtobusăn en genitiu, o respublika es converteix en respubliki en Çăvaş Respubliki. De manera semblant, es produeixen altres canvis fonètics regulars del txuvaix en russismes. Per exemple, la /k/ sorda del russime park se sonoritza quan rep el morfema possessiu ĕ: parkĕ [ˈpɑrgʲë]; o la /t/ final de mots com prospekt o zavod esdevé /t͡ɕ/ en presència d'aquest mateix morfema: prospekçĕ, zavoçĕ (en aquest cas el canvi fonètic es reflecteix l'ortogràficament, tal com es fa en els mots patrimonials).
Moltes lletres que només es troben en els russismes introduïts a l'època soviètica en faciliten el reconeixement, cosa que permet saber quines regles de lectura emprar en la paraula. També grups consonàntics complexos, dues vocals seguides o la manca d'harmonia vocàlica permeten detectar aquests russismes.

## Fonologia

### Fonemes
Típicament, la fonologia del txuvaix és presentada només sobre la base dels mots patrimonials o assimilats abans de l'època soviètica. Així, el txuvaix tenia 25 fonemes, que corresponien a les 25 lletres de l'alfabet d'Ivan Iàkovlev de 1873:
- 8 fonemes vocàlics:
  - 4 anteriors: e, ĕ, i, ü
  - 4 posteriors: a, ă, ı, u
- 17 fonemes consonàntics:
  - oclusius: p, t, tʲ, k
  - africat: ç
  - fricatius: s, ś, ş, h
  - aproximants: v, y
  - nasals: m, n, nʲ
  - laterals: l, lʲ
  - vibrant: r[84]

Com s'observa, el txuvaix no presentava cap oposició fonològica per la sonoritat. Les consonants oclusives, africades i fricatives tenien totes al·lòfons sords i sonors, però no s'oposaven fonològicament entre ells. Probablement, el txuvaix ha perdut aquesta distinció per influència del mari.
Amb la inclusió dels russismes, segons Petĕr Iàkovlev, es comptabilitzen 8 fonemes més:
- 1 fonema vocàlic: o
- 7 fonemes consonàntics:
  - oclusius: b, d, g
  - africat: ts
  - fricatius: f, z, j[84]

### Sons
Els sons consonàntics dels mots patrimonials del txuvaix són els següents:
| Punt d'articulació | Punt d'articulació | Labial  | Labial | Dental / Alveolar | Dental / Alveolar | Retroflexa | Palatal | Velar   | Velar |
| Palatalització     | Palatalització     | no pal. | pal.   | no pal.           | pal.              | Retroflexa | Palatal | no pal. | pal.  |
| Oclusiva           | sorda              | p       | pʲ     | t                 | tʲ                |            |         | k       | kʲ    |
| Oclusiva           | sonora             | b       | bʲ     | d                 | dʲ                |            |         | ɡ       | ɡʲ    |
| Fricativa          | sorda              |         |        | s                 |                   | ʂ          | ɕ       | x       | xʲ    |
| Fricativa          | sonora             |         |        | z                 |                   | ʐ          | ʑ       | ɣ       | ɣʲ    |
| Africada           | sorda              |         |        |                   |                   |            | t͡ɕ      |         |       |
| Africada           | sonora             |         |        |                   |                   |            | d͡ʑ      |         |       |
| Nasal              | sonora             | m       | mʲ     | n                 | nʲ                |            |         |         |       |
| Lateral            | sonora             |         |        | l                 | lʲ                |            |         |         |       |
| Vibrant            | sonora             |         |        | r                 | rʲ                |            |         |         |       |
| Aproximant         | sonora             | ʋ       | ʋʲ     |                   |                   |            | j       |         |       |

### Estructura sil·làbica
En els mots patrimonials tenen la forma (C)V(C)(C): només pot haver-hi una consonant inicial, mentre que a la coda poden haver-hi fins a dues consonants. Dues consonants a final de síl·laba, però, només es poden donar en molt pocs casos, com en śurt («casa») o kĕlt («una mica»). També en algunes formes verbals, com śırmast («no escriu») i kilmest («no ve») es produeix una combinació st a final de síl·laba, però en la llengua corrent la t cau. Aquesta dificultat de pronunciar dues consonants a l'inici o final de síl·laba ha fet, per exemple, que la paraula russa kniga (llibre), s'hagi assimilat com kĕneke. Tampoc són possibles dues vocals seguides en aquests mots.
En canvi, en els russismes introduïts a l'època soviètica, poden trobar-se, al menys per escrit, fins a tres consonants inicials (per exemple, strofa, «estrofa») i fins a tres consonants finals (per exemple, alebastr, «alabastre»). En alguns casos, aquests grups consonàntics se simplifiquen. Així s'esdevé amb totes les paraules amb el sufix -ist (com kommunist, «comunista») o el sufix -ost' (krepost', «fortalesa, plaça fortificada»). En el primer cas la t cau, en el segon, la t cau i la s es palaltalitza. Ortogràficament, l'elisió de la t en els mots en -ist no s'indica i, fins i tot, la forma del possessiu de tercera persona s'escriu kommunisçĕ, segons la regla comuna de mots acabats en t, encara que la pronunciació sigui [komːuˈnisë]. Per contra, per als russismes terminats en -st' la pronunciació s'indica en totes les formes, excepte en el cas absolutiu: per exemple s'escriu normativament krepośĕ i vlaśĕ per a les formes del possessiu de tercera persona de krepost' i vlast' («autoritat»). En aquests russismes de l'època soviètica també es poden trobar dues vocals seguides, com en teatr o sotsializm.

### Harmonia vocàlica
Les vocals del txuvaix es divideixen en dos grups: les anteriors (e, ĕ, i, ü) i les posteriors (a, ă, u, ı). En principi, els mots tenen vocals només d'un tipus o l'altre, per exemple kĕneke (llibre) o uram (carrer). En els mots patrimonials, hi ha molt poques excepcions. Típicament, es tracta de vocals anteriors a final de mot, com en atte (pare), anne (mare) o Narspi (nom de dona).
Els afixos, gairebé sempre, tenen dues formes: una amb vocals anteriors i una altra amb vocals posteriors. Per exemple, el genitiu és -ăn o -ĕn (indicat com -Ăn) i l'instrumental comitatiu és -pa o -pe (indicat com -pA). Així, «amb/mitjançant el llibre» és kĕnekepe i «amb/mitjançant el carrer», urampa. En mots com atte i anne, la vocal final és la que mana: attepe, annepe. En els mots acabats en qualsevol de les tres consonants palatalitzades (t', n', l'), segueixen vocals anteriors: kukal’ («pastís»), té com a genitiu kukalĕn, i supan' («sabó»), supanĕn.
Les mateixes regles s'apliquen en els russismes introduïts a l'època soviètica, que no tenen harmonia vocàlica a l'arrel, però sí en els sufixos que puguin rebre: informatsi («informació») › informatsipe («amb/mitjançant informació»). Només les paraules acabades en ey admeten tant vocals anteriors com posteriors: per exemple, muzey («museu») admet tant muzeyăn com muzeyĕn com a genitiu.
Un petit nombre de sufixos només té una forma, amb vocals anteriors- El més freqüen. de tots és -sem (plural): kĕnekesempe («amb/mitjançant els llibres»), uramsempe («amb/mitjançant els carrers»).

### Epèntesis entre vocals
En les paraules patrimonials o manllevades abans de la revolució d'Octubre, el txuvaix no admet dues vocals seguides. Aquesta regla fonètica té conseqüències quan a un mot acabat en vocal se li afegeix un morfema que comença en vocal.
Quan una de les vocals en ă o ĕ entra en contacte amb vocal que no és ni u ni ü, es produeix una elisió: laşa («cavall») + ăn (genitiu) › laşan; şăşi («ratolí») + ĕn (genitiu) › şăşi; pulă («peix») + ăn (genitiu) › pulăn.
En canvi, quan la vocal i entra en contacte amb una a o una e (o també, a vegades, amb ă o ĕ), es produeix una epèntesi: apareix una consonant entremig:
- şăşi («ratolí») + e (datiu) › şăşiye; şăşi + ĕ (possessiu de 3a persona) › şăşiyĕ; śi («menjar») + et (present) + ĕp (1a persona) ›śiyetĕp («menjo»).

En el cas de les vocals u i ü, també es produeix una epèntesi, però alhora les vocals muten:
- tu («muntanya») + ăn (genitiu) › tăvăn; tu + a (datiu) › tăva;  tu («fer») + at (present) + ăp (1a persona) › tăvatăp («faig»).
- pü («alçada») + ĕn (genitiu) › pĕvĕn; pü + e (datiu) › pĕve;  sü («pelar, polir») + et (present) + ĕp (1a persona) › sĕvetĕp («pelo, poleixo»).

En els russismes introduïts en l'època soviètica, al afegir-se morfemes també es fan epèntesis. Per exemple radio, en rebre el morfema possessiu ĕ esdevé radiovĕ o menyu › menyuvĕ, informatsi › informatsiyĕ.

## Gramàtica
El txuvaix és una llengua turquesa. La seva gramàtica es diferencia molt de les llengües indoeuropees que són àmpliament dominants a Europa Occidental.
Com la resta de llengües turqueses, el txuvaix és una llengua aglutinant, caracteritzat per un gran nombre de morfemes que s'afegeixen els uns rere els altres. Sempre van darrere l'arrel del mot, per la qual cosa se'ls anomena també sufixos. El txuvaix no té prefixos, almenys en els mots patrimonials. Els sufixos acostumen a ser clarament destriables i, en general, tenen una sola forma. Potser més que en altres llengües turqueses, però, alguns morfemes en txuvaix presenten formes diferents (per exemple -ǎp i -ǎn per a la primera persona en els verbs) i, a vegades, tendeixen a fusionar-se amb morfemes veïns.
Els verbs funcionen també de manera molt diferent de les llengües indoeuropees. El verb txuvaix disposa d'una gran varietat de participis i gerundis i, encara més que en altres llengües turqueses, les construccions amb dos verbs seguits, el primer en forma de participi o gerundi, i el segon conjugat en una forma personal. Aquestes construccions fan que no es trobin subordinades relatives com les que hi ha en català i que les conjuncions hi siguin força menys habituals. El gran nombre de formes verbals de la llengua fa que el verb txuvaix es tracta en un article separat.
Cal afegir que el txuvaix no té preposicions, sinó postposicions. A més, l'ordre de l'oració és Subjecte-Objecte-Verb. Tot això s'engloba dins d'un dels principis bàsics de la llengua: que el modificador precedeix el modificat. El resultat és un ordre de paraules sovint completament diferent del que estem acostumats, com es presenta en aquest exemple:
| Petĕrĕn pısăk śurtne kuratăp              |
| Pere.GEN gran casa.3sg.DAT veure.PRES.1sg |
| Pere-genitiu gran casa-seva-datiu veig    |
| Veig la casa gran de Pere                 |

## Lèxic

### Comparació amb altres llengües turqueses
El vocabulari bàsic del txuvaix és incontestablement turquès, amb poques excepcions. Tanmateix la separació primerenca de la branca ogúrica del tronc comú, el poc contacte del txuvaix i els seus predessors amb altres llengües turqueses fora de la seva branca i determinades innovacions fonètiques han distanciat considerablement el lèxic txuvaix de les seves llengües germanes. A continuació, es presenta una comparació mots del vocabulari bàsic entre el txuvaix, el tàtar, el baixkir (les dues llengües turqueses en contacte amb el txuvaix en la seva àrea actual) i el turc:
|                     | català            | txuvaix                | tàtar    | baixkir         | turc           |
| ------------------- | ----------------- | ---------------------- | -------- | --------------- | -------------- |
| familiars, persones | pare              | atte                   | äti, ata | atay            | baba, ata      |
| familiars, persones | mare              | anne                   | äni, ana | äsäy, äsä, inäy | ana, anne      |
| familiars, persones | fill              | ıvăl, ul               | ul       | ul              | oğul           |
| familiars, persones | filla, nena, noia | hĕr                    | qız      | qıź             | kız            |
| familiars, persones | home              | arśın, ar              | ir       | ir, irkäk       | erkek          |
| familiars, persones | persona           | śın                    | keşe     | keşe            | kişi           |
| parts del cos       | cor               | çĕre                   | yöräk    | yöräk           | yürek          |
| parts del cos       | sang              | yun                    | qan      | qan             | kan            |
| parts del cos       | cap               | puś                    | baş      | baş             | baş            |
| parts del cos       | cabell            | śüś                    | çäç      | säs             | saç            |
| parts del cos       | ull               | kuś                    | küz      | küź             | göz            |
| parts del cos       | pestanya          | hărpăk                 | kerfek   | kerpek          | kirpik         |
| parts del cos       | orella            | hălha                  | qolaq    | qolaq           | kulak          |
| parts del cos       | nas               | murun                  | borın    | moron           | burun          |
| parts del cos       | braç              | hul                    | qul      | qul             | kol            |
| parts del cos       | mà                | ală                    | qul      | qul             | el             |
| parts del cos       | dit               | pürne                  | barmaq   | barmaq          | parmak         |
| parts del cos       | ungla             | çĕrne                  | tırnaq   | tırnaq          | tırnak         |
| parts del cos       | genoll            | çĕrśi, çĕrkuśśi        | tez      | teź             | diz            |
| parts del cos       | cama (amb el peu) | ura                    | ayaq     | ayaq            | ayak           |
| parts del cos       | panxa             | hırăm                  | qarın    | qarın           | karın          |
| animals             | cavall            | ut                     | at       | at              | at             |
| animals             | gos               | yıtă                   | et       | et              | it, köpek      |
| animals             | peix              | pulă                   | balıq    | balıq           | balık          |
| altres noms         | casa              | śurt                   | öy       | öy              | ev, bark       |
| altres noms         | camí              | śul                    | yul      | yul             | yol            |
| altres noms         | pont              | kĕper                  | küper    | küper           | köprü          |
| altres noms         | aigua             | şıж                    | su       | hıw             | su             |
| altres noms         | barca             | kimĕ                   | köymä    | kämä            | gemi           |
| altres noms         | llac              | külĕ                   | kül      | kül             | göl            |
| altres noms         | sol               | hĕvel                  | qoyaş    | qoyaş           | güneş          |
| altres noms         | dia               | kun                    | kön      | kön             | gün            |
| altres noms         | núvol             | pĕlĕt                  | bolıt    | bolot           | bulut          |
| altres noms         | estrella          | śăltăr                 | yoldız   | yondoź          | yıldız         |
| altres noms         | arbre, fusta      | yıvăś                  | ağaç     | ağas            | ağaç           |
| adjectius           | llarg             | vărăm                  | ozın     | oźon            | uzun           |
| adjectius           | nou               | śĕnĕ                   | yaña     | yañı            | yeni           |
| adjectius           | ple               | tulli                  | tulı     | tulı            | dolu           |
| adjectius           | blanc             | şură                   | aq       | aq              | ak, beyaz      |
| adjectius           | negre             | hura                   | qara     | qara            | kara, siyah    |
| adjectius           | roig, vermell     | hĕrlĕ                  | qızıl    | qıźıl           | kızıl, kırmızı |
| numerals            | 1                 | pĕrre, pĕr             | ber      | ber             | bir            |
| numerals            | 2                 | ikkĕ, ikĕ, ik          | ike      | ike             | iki            |
| numerals            | 3                 | viśśĕ, viśĕ, viś       | öč       | ös              | üç             |
| numerals            | 4                 | tăvattă, tăvată, tăvat | dürt     | dürt            | dört           |
| numerals            | 5                 | pillĕk, pilĕk          | beş      | biš             | beş            |
| numerals            | 6                 | ulttă, ultă, ult       | altı     | altı            | altı           |
| numerals            | 7                 | śiççĕ, śiçĕ, śiç       | cide     | yete            | yedi           |
| numerals            | 8                 | sakkăr, sakăr          | sigez    | higeź           | sekiz          |
| numerals            | 9                 | tăxxăr, tăxăr          | tugız    | tuğıź           | dokuz          |
| numerals            | 10                | vunnă, vună, vun       | un       | un              | on             |
| numerals            | 100               | śĕr                    | yöz      | yöź             | yüz            |
| numerals            | 1000              | pin                    | meñ      | meñ             | bin            |
|                     | català            | txuvaix                | tàtar    | baixkir         | turc           |

### Dies de la setmana
Els dies de la setmana en txuvaix no tenen sempre un significat clar. Tanmateix, ja el 1875 en el seu diccionari diccionari txuvaix-rus, Nikolai Zolotnitski va remarcar que gairebé sempre els significats dels dies en txuvaix i mari coincidien. Això permetia, per a ell i altres autors, que, en cas de dubte, el sentit en mari sigui una referència. De fet, tots el noms dels dies de la setmana en mari semblen provenir del txuvaix, en forma de calc o semicalc. Donat que la mateixa base semàntica es troba en txuvaix, mari, i el dialecte baixkir de la regió de Perm, i, en menor mesura, en mokxa i el dialecte mixar del tàtar, sembla probable que va ser la llengua del búlgars del Volga, molt propera al txuvaix, en va ser la font principal. Al seu torn, els noms del dies de la setmana txuvaixos no tenen equivalents en llengües turqueses de Sibèria, per la qual cosa cal pensar que es van originar quan els antecessors dels txuvaixos ja estaven a Europa.
En txuvaix, tots els dies de la setmana acaben en kun («dia») – pronunciat [ɡun] per assimilació de la sonoritat dels fonemes al voltant, excepte en şămat kun («dissabte») (vg. les regles de lectura). Abans de la reforma ortogràfica dels anys noranta, s'escribien en un sol mot (tuntikun en comptes de tunti kun, etc.).
| txuvaix      | glossa                                                | català    |
| ------------ | ----------------------------------------------------- | --------- |
| tunti kun    | dia de la bruixeria? dia del bosc? dia del naixement? | dilluns   |
| ıtlari kun   | dia d'anar a cavall                                   | dimarts   |
| yun kun      | dia de la sang                                        | dimecres  |
| kĕśnerni kun | dia del petit divendres                               | dijous    |
| erne kun     | dia de la setmana                                     | divendres |
| şămat kun    | dia del sàbat                                         | dissabte  |
| vırsarni kun | dia del divendres rus                                 | diumenge  |

El primer dia de la setmana era erne kun ([ɛrʲ'nʲɛ ɡun]), «divendres». Erne («setmana») prové del persa adine («divendres»), i, amb el mateix sentit que el txuvaix, es troba en diferents altres llengües de l'àrea com en mari (arnya), udmurt (arnya), tàtar (atna) i baixkir (azna). En txuvaix septentrional es diu arnya, com en mari i udmurt. El canvi de significat de «divendres» a «setmana» sembla haver-se produït primer en txuvaix. Això està relacionat amb el fet el divendres és el dia de l'única pregària obligatòria en comunitat entre els musulmans. De fet, el divendres era el dia tradicional de descans dels txuvaixos fins al final del segle xix. També per als maris, que tenien, com els txuvaixos, la seva religió tradicional, el divendres era el seu dia de descans i, al llarg del segle xix, malgrat la seva més o menys pretesa cristianització el segle anterior (al mateix temps que els txuvaixos), molts refusaven adoptar el diumenge a tal efecte.
També lligats a les religions d'altres pobles en contacte amb els txuvaixos, hi ha şămat kun, «dia del sàbat, dissabte» i vırsarni kun, «dia del divendres rus, diumenge». Alguns especialistes suposen que el terme «şămat» podria haver estat adoptat durant el llarg període de contacte dels protobúlgars amb els khàzars, que van convertir-se al judaisme. Formes en şam-, şab- o şav- per a «dissabte» es troben en altres llengües turqueses parlades en l'antic territori khàzar, com el tàtar de Crimea, el kúmik i el karatxai-balkar, així com entre els karaïtes de Crimea i, antigament, els cumans. En canvi, la denominació de «dia del divendres rus» en txuvaix per al diumenge és relativament recent. Apel·lacions com «dia rus», «divendres rus» о «divendres» per al diumenge es troben en d'altres llengües veïnes del txuvaix, com en mari, en udmurt, en erzià, en mokxa i en el dialecte mixari del tàtar (parlat, en particular en el sud de Txuvàixia). En mari, rušarnja («divendres rus»), es considera un calc del txuvaix i va aparèixer amb la cristianització forçosa de mitjan segle xviii.
L'origen de tunti kun, «dilluns», és incert. L'opció més plausible és «dia de la bruixeria», però altres opcions serien, entre d'altres, «dia del bosc» o «dia de mercat». Val a dir que les cerimònies religioses txuvaixes es feien sovint (i, esporàdicament, continuen fent-se) en el bosc, generalment al voltant de roures, per la qual cosa els conceptes de «bruixeria» i «bosc» no estan necessàriament allunyats. La terminació ti és habitual en txuvaix, amb el locatiu -tĂ i el sufix nominalitzador -i, però el significat de l'arrel tun no és clar. Una altra opció, indicada per Zolotnitski i que alguns autors donen per bona, és «dia del naixement», a partir del nom en mari per dilluns, però altres ho refusen per la impossibilitat de derivar tunti d'una arrel prototurquesa per a «naixement».
El significat d'ıtlari kun, «dimarts», ha estat motiu de debat entre les especialistes, però l'opció més probable, i recolzada de nou pel mari, és la de «dia d'anar a cavall». Aquest era un dia en què no es treballava en el camp, per això en diverses llengües de l'àrea el nom del dia porta el sentit de «dia d'anar a cavall», com en txuvaix, mari, udmurt i tàtar o «dia buit», com en mokxa i en tàtar mixar.
En canvi, yun kun, «dimecres», té el significat transparent de «dia de la sang». Aquest sentit es troba en altres llengües o varietats d'altres llengües de l'àrea, com en mari, udmurt, mokxa, tàtar i baixkir i, també, en karaïm i tàtar de Crimea. A la religió tradicional txuvaixa, els dimecres es sacrificaven animals, pràctica documentada fins al començament del segle xx. No era el cas a la religió tradicional mari, però, tot i això, van adoptar el nom del dia dels txuvaixos, calcant-lo.
Finalment, el sentit de kĕśnerni kun, «dijous», és també clar i compartit en altres llengües de l'àrea, com en mari, udmurt, mokxa, tàtar i baixkir de Perm. Vol dir «petit divendres», en contraposició al divendres, que era el dia festiu. Cal assenyalar que, en parles txuvaixes septentrionals limítrofes amb els maris dels turons, el divendres s'anomena manarni kun, «gran divendres» o «gran dia de la setmana», apel·lació que també té el divendres en mari.

### Mesos
El calendari txuvaix era lunisolar. En txuvaix «lluna» i «mes» són la mateixa paraula: uyăh. L'any es dividia dotze mesos de 29 o 30 dies, al qual, cada tres anys, s'afegia un tretzè mes de 30 dies. De mitjana, l'any tenia 365 dies. L'any començava amb la primavera, en el mes de narăs. A continuació es presenten els noms i les glosses:
| nom                   | glossa | equivalent (a partir del segle xix) |
| --------------------- | --- | ----------------------------------- |
| narăs uyăhĕ           | mes de narăs | febrer                              |
| puş(ă) uyăh           | mes buit? (el vuitè mes del calendari mongol és el mes de buš; el desè mes del calendari hindú és el mes de pus o pauša) | març                                |
| aka uyăhĕ             | mes de conreu | abril                               |
| śu uyăhĕ              | mes d'estiu | maig                                |
| śĕrtme uyăhĕ          | mes de guaret | juny                                |
| ută uyăhĕ             | mes del fenc | juliol                              |
| śurla uyăhĕ           | mes de la falç | agost                               |
| avăn uyăhĕ            | mes de la trilladura | setembre                            |
| yupa uyăhĕ            | mes de la commemoració                                                                                                   | octubre                             |
| çük uyăhĕ             | mes del sacrifici | novembre                            |
| raştav uyăhĕ          | mes de ràjab (setè més del calendari islàmic)                                                                            | desembre                            |
| (măn) kărlaç(ă) uyăhĕ | (gran) mes de les gelades                                                                                                | gener                               |
| kĕçĕn kărlaç uyăhĕ    | mes més jove de les gelades (mes de traspàs, cada tres anys)                                                             | febrer                              |

Es pot notar que els mesos de primavera i estiu estan lligats, en general, a les feines del camp, mentre que els de tardor ho estan a la religió.
A partir de finals del segle xix, en la llengua escrita, els noms de mesos txuvaixos van començar a ser utilitzats com a equivalents del calendari rus: «kărlaç» va passar a assimilar-se al mes de gener, «narăs», a febrer, etc. Cal tenir en compte que l'equivalència era aproximada perquè els mesos no començaven pas el mateix dia i que, amb el mes de traspàs cada tres anys, els mesos txuvaixos eren mòbils respecte als russos. Així, per exemple, narăs, assimilat a febrer, i que era considerat el primer mes de primavera, començava entre la segona meitat de febrer i mitjan març. Això no és gaire diferent de la tradició russa, en la qual la primavera comença l'1 de març.
En l'època soviètica es van introduir els noms dels mesos en rus (com sempre, sense cap assimilació en la forma bàsica «de diccionari») i actualment s'utilitzen molt més que els apel·latius tradicionals.

### Termes de parentiu
Com en altres llengües turqueses, el txuvaix no té un terme per a germà o germana, sinó que distingeix entre els grans i els petits:
- germana gran: appa, akka
- germana petita: yămăk
- germà gran: piççe
- germà petit: şăllăm

És de remarcar que l'ăm final de şăllăm és el possessiu: «el meu germà petit». Aquest mot pertany a un petit conjunt que obligatòriament porten un morfema possessiu.
També es distingeixen els avis i les àvies segons si són del costat del pare o de la mare:
- mare de la mare: kukamay
- pare del mare: kukaśi
- mare del pare: asanne
- pare del pare: asatte

En els oncles i ties, hi ha més nivells de distinció:
- germana gran de la mare o el pare: mănakka, aslă appa
- germana petita de la mare o el pare: kĕśĕn appa, appa
- dona del germà gran del pare: kinemey
- dona del germà petit del pare: inke
- germà de la mare: kukka
- germà gran del pare: muçi, tete
- germà petit del pare: piççe, tete

Els cosins i cosines no tenen un apel·latiu especial, sinó que se'ls descriu com als fills o filles dels oncles i ties: kukka ıvălĕ (fill del kukka, germà de la mare), muçi hĕrĕ (filla del muçi, germà gran del pare), etc.

### Mots compostos
Com en altres llengües turqueses, el txuvaix construeix un bon nombre de noms col·lectius juxtaposant dos mots. En txuvaix, però, aquests substantius són més corrents que en tàtar o turc. Exemples d'aquests mots són:
- atte-anne (literalment, «pare-mare»), «pares»
- sutu-ilü (literalment, «venda-compra»), «comerç»
- sĕtel-pukan (literalment, «taula-cadira»), «moble»
- ată-pușmak (literalment, «bota-sabata»), «calçat»
- śĕrșıv (abans escrit «śĕr-șıv», literalment, «terra-aigua»), «país»